# 我和你 (歌曲)
《我和你》（英語：You and Me）为2008年北京奥运会开幕式的主题曲。由中国歌手刘欢演唱歌曲中文部分，英格兰歌手莎拉·布莱曼演唱歌曲英文部分。这首歌的词曲由北京奥运会开幕式音乐总监陈其钢所创作。開幕式的導演張藝謀特意選擇一位中國歌手和一位「外籍」歌手演唱此曲，是為了配合歌名和此屆奧運的主題「同一個世界」，也象徵着奧運是一個不分國籍、種族和語言而大家聚首一堂的大型體育盛事。
《我和你》歌詞比較簡單，中英文部分各有42個字及33個字，先由劉歡主唱，然後莎拉·布莱曼演绎英文部分，再以汉语唱出中文部分，二人最後同唱英文部分作結。
在2022年冬季奥林匹克运动会闭幕式上，《我和你》再次唱响，用以向同在北京举行的2008年夏季奥运会致敬。

## 幕後班底
- 作曲：陳其鋼
- 中文詞：陳其鋼
- 英文詞譯配：陳其鋼、馬文、常石磊
- 配器：陳其鋼、常石磊、王之一

## 参看
- 第29屆夏季奧林匹克運動會
- 《愛的火焰》